# Cratere Fluusa
Fluusa  è un cratere sulla superficie di Cerere.